# Cecil Bødker
Cecil Skaar Bødker (født 27. marts 1927 i Fredericia, død 19. april 2020) var en dansk forfatter. Hun er særlig kendt for sin børneserie om Silas, der indbefatter 14 bøger. Hendes bog Hungerbarnet (1990) blev filmatiseret i 2002 under titlen Ulvepigen Tinke.

## Opvækst og karriere
Allerede som barn begyndte hun at skrive. Faderen Hans Peter Jacobsen var tegner ved en sølvvarefabrik. Hun blev udlært som sølvsmed i 1948. Herefter arbejdede hun som sølvsmed, men forlod dette erhverv til fordel for sit forfatterskab. De første digte blev udgivet under navnet Cecil Skaar. Hendes debut var digtsamlingen Luseblomster, 1955. Den blev vel modtaget og placerede hende sammen med de følgende digtsamlinger Fygende Heste (1956) og Anadyomene (1959), som en vigtig forfatter inden for efterkrigstidens mytisk orienterede modernisme.
I 1967 udkom hendes første børnebog, Silas og den sorte hoppe. De 3 første Silasbøger blev i 1981 filmatiseret på tysk. Det blev til en tv-serie på 6 afsnit. Serien er tro mod historien langt hen ad vejen, men slutningen på den sidste er lavet lidt om, sandsynligvis for at runde historien af.
Billedsproget i hendes digte genfindes i hendes prosabøger. Novellesamlingen Øjet, 1961, er et af forfatterskabets hovedværker, og flere noveller herfra er blevet klassikere i skolernes og gymnasiernes litteraturundervisning. Myte og realitet forbindes overraskende og virkningsfuldt i disse historier, hvor skildringer af mennesker, der har fjernet sig fra deres følelser og naturen, er et centralt træk. I alle disse fortællinger, står hovedpersonen over for en katastrofe, som sætter fokus på øjet. Den modernistiske linje i forfatterskabet blev videreført med hørespillet Latter i 1964, dobbeltnovellen Tilstanden Harley i 1965 og radioromanen Pap i 1967. Med radiospillene Badekarret, 1965, og Dukke min, 1967, fokuserede hun især på menneskets problematiske forhold til identitet og ansvar.
Formodentlig inspireret af sine oplevelser i Etiopien genoptog hun i "I Fortællinger omkring Tavs", 1971 tanken om det primitive liv som midlet mod det moderne menneskes fremmedgjorthed. Hun beskriver opdragelsens betydning for den enkeltes selvrealisering. Ofte har hun skrevet om undertrykkelse, angst og social nød, og forfatterskabet rummer dybt engagerede replikker til historiens gang.
Mange af hendes bøger er oversat til andre sprog. Bogen Hungerbarnet blev i 2002 filmatiseret under titlen Ulvepigen Tinke.

### Stil
Hun anvender bevidst forkerte stavemåder – f.eks. "hoderne" (hovederne), "lårt" (lort), "ihjæl" (ihjel), "somom" (som om) og "treerne" (træerne).

## Privatliv
Efternavnet Bødker stammer fra ægteskabet med Arne Bødker i perioden 1953-74, med hvem hun fik døtrene Dorete og Mette. Gennem dette ægteskab adopterede Cecil og hendes mand også børnene Tadjure og Madena. Samme år, som Cecil blev skilt fra Arne, giftede hun sig igen med landmanden Hans Nissen Eskelund Frydendal. Hun havde fem brødre.

## Hæder
1976 modtog hun H.C. Andersen-medaljen.
1998 modtog hun Det Danske Akademis Store Pris.
Bødker har indstiftet Silas-Prisen, der er blevet uddelt hvert andet år siden 2001.